# Luis Villoro Toranzo
Luis Villoro Toranzo   (Barcelona, 3 de novembre de 1922 - Ciutat de Mèxic, 5 de març de 2014) va ser un filòsof, investigador, catedràtic, diplomàtic i acadèmic mexicà.

## Biografia
El 1948, va començar la seva tasca docent com a professor a la Facultat de Filosofia i Lletres de la UNAM. Fou fundador del grup Hiperión, com a deixeble directe de José Gaos. Va ser investigador de l'Institut d'Investigacions Filosòfiques des de 1971 i membre del Col·legi Nacional des del 1978. El desembre de 1986, va obtenir el Premi Nacional de Ciències i Arts en l'àrea d'Història, Ciències Socials i Filosofía. El 1989, li va ser atorgat el Premi Universitat Nacional en Investigació en Humanitats. El 19 d'octubre de 1989, va ser designat Investigador Emèrit de l'Institut d'Investigacions Filosòfiques. Era membre del Consell Consultiu de Ciències de la Presidència de la República.
Luis Villoro va ser un investigador emèrit de la UNAM, on va obtenir el títol de llicenciat en lletres i, més tard, va estudiar el mestratge i el doctorat en filosofia. En la seva carrera universitària, ocupà diversos càrrecs, entre aquests, la secretària de la Rectoria i la Coordinació d'Humanitats. Fou, també, membre de la Junta de Govern de la UNAM i professor d'aquesta en la Facultat de Filosofia i Lletres i l'Institut d'Investigacions Filosòfiques.
A més, fou president de l'Associació Filosòfica de Mèxic. S'exercí com a ambaixador de Mèxic davant la Unesco i director de la revista de la Universitat, i tongué també una activa vida política en el seu treball en diversos moviments i partits d'oposició d'esquerra. Doctor honoris causa per la Universitat Autònoma de San Nicolás de Hidalgo (2002), l'Institut d'Investigacions Filosòfiques porta el seu nom, així com el de la Universitat Autònoma Metropolitana (2004), de la qual va ser fundador. Va ser nomenat membre honorari de l'Acadèmia Mexicana de la Llengua al setembre de 2007.
Tingué una actitud ferma en defensa del Moviment Estudiantil de 1968, i de denúncia de la repressió governamental, dins el quadre de la Coalició de Professors i intelectuals en Suport al Moviment Estudiantil, del qual fou un membre destacat. Evità, però, ser empresonat, com d'altres.
Al 1971 participà en la fundació del PMT, Partit Mexicà dels Treballadors.

## Obres
- Los grandes momentos del indigenismo en México, México: El Colegio de México, 1950.
- El proceso ideológico de la revolución de independencia, México: UNAM, 1953.
- Páginas filosóficas, Jalapa: Universidad Veracruzana, 1962.
- La idea y el ente en la filosofía de Descartes, México: FCE, 1965.
- Signos políticos, México: Grijalbo, 1974.
- Estudios sobre Husserl, México: UNAM, 1975.
- Creer, saber, conocer, México: Siglo XXI, 1982.
- El concepto de ideología y otros ensayos, México: FCE, 1985.
- El pensamiento moderno. Filosofía del renacimiento, México: FCE / El Colegio Nacional, 1992.
- En México, entre libros. Pensadores del siglo XX, México: FCE, 1995.
- El poder y el valor. Fundamentos de una ética política, México: FCE / El Colegio Nacional, 1997.
- Estado plural, pluralidad de culturas, México: Paidós / UNAM, 1998.
- De la libertad a la comunidad, México: Ariel / ITESM, 2001.
- Los retos de la sociedad por venir, México: FCE, 2007.